# Majda Kurnik
Majda Kurnik (Škale kod Velenja, 1920 — Beograd, 1967) bila je umetnica. Posedovala je više talenata - muzički, glumački, likovni.

## Biografija
Rođena je 1920. godine u Škalama kod Velenja, Slovenija. Učiteljsku školu završava u Ljubljani 1941. godine i kraće vreme radi kao učiteljica u Petroči (Slovenija). Iste godine cela njena porodica biva proterana od strane Nemaca u Srbiju. Nedugo posle toga za njima polazi i ona. 
Tokom 1942. i 1943. godine uči slikarstvo u privatnoj umetničkoj školi Mladena Josića, koja se nalazila u zgradi Kolarčeve zadužbine u Beogradu, zajedno sa Mladenom Srbinovićem, Stojanom Ćelićem, Miodragom B. Protićem i ostalim slikarima. Septembra 1943. upisuje se na Akademiju za likovnu umetnost u Beogradu.

S jeseni 1944. aktivno se uključuje u NOB, u sastavu III armije, kao član likovne sekcije Propagandnog odeljenja i jedina žena slikar. U vojci ostaje do oslobođenja.

Posle rata nastavlja slikarske studije u klasi profesora Ivana Tabakovića, Đorđa Andrejevića-Kuna, Koste Hakmana, Marka Čelebonovića i Mihajla Petrova i završava na Akademiji za likovne umetnosti u Beogradu 1949. godine. Od 1949. do 1951. godine saradnik je Državne majstorske radionice Mila Milunovića. Član ULUS-a je od 1951. godine. 

Jedan je od osnivača „Beogradske grupe“ kojoj su pripadali pored nje i slikari: M. Maskareli, O. Kangrga, Marklen Mosijenko (njen suprug), K. Divjak, Đ. Bošan i dr.
Na studijska putovanja u Španiju, Italiju i Francusku ide tokom 1951. godine a kasnije 1960. godine u Pariz kao stipendista Fonda Moše Pijade.

Umrla je u Beogradu 1967. godine u 47. godini života, posle duge i teške bolesti. Sahranjena je u Podkraju u Velenju.
Njeni radovi nalaze se u zbirkama, galerijama i muzejima i u Srbiji i u Sloveniji. Slikala je figuralne kompozicije, pejzaže, mrtve prirode i portrete.
Označavamo je kao slikarku izražajnog ekspresionizma, lirskog realizma, dramatičnog intimizma, a pred kraj života apstrakcije.

## Slikarsko delo
Sazrevanje Majde Kurnik kao umetnika počinje po završetku školovanja krajem pete decenije prošlog veka kada sa grupom stvaralaca prve posleratne generacije, srodnih shvatanja, stupa na likovnu umetničku scenu. Već povodom prve samostalne izložbe 1953. godine kritike su pisale o "zrelom, ispisanom likovnom rukopisu, koji mada se drži granica realizma, poznaje, naročito u kompozicijama u temperi i slobodnije uzlete mašte."

Njeno slikarstvo odlikuje više uočljivih faza, iako nije bilo nekih velikih promena u samom stilu. U prvoj fazi njenog stvaralaštva, koja obuhvata čitavu šestu deceniju, oslanja se na iskustva međuratne generacije slikara, njenih starijih kolega, školovanih uglavnom na Likovnim Akademijama u inostranstvu, koji tada počinju da stupaju na likovnu scenu Beograda i preuzimaju na sebe ulogu preporoda savremene srpske umetnosti. U njenom slikarstvu provejava i duh Moderne. Tematska opredeljenost - pejzaži, mrtve prirode, autoportreti, portreti i figuralne kompozicije, proizilaze iz stilske orijentisanosti ka intimizmu i poetskom realizmu. Ono što na delima tog perioda najviše pleni je snažno pikturalno osećanje i likovni rukopis nesputan raznim klišeima umetnosti tog vremena.

Krajem šeste i početkom sedme decenije menja svoj odnos prema platnu. Ostaje verna figurativnom slikarstvu, odnosno svetu predmetnosti oličenom u ljudskoj figuri. Iako je polazna tačka realističnost, osobenim postupkom likovnog izraza svetu figura daje specifičnu atmosferu u kojoj prevladava poetsko i nestvarno. U plavom tonalitetu smirenim akcentima kolorita, svetlosnim partijama, te širokim, ekspresivnim potezima stvara jedinstvenu dinamiku forme.

Pred naletom bolesti slikarka preispituje i transformiše i zato metamorfozu doživljavaju gotovo svi elementi slike. U boji cigle i pečene zemlje figuracija je i dalje prisutna, ali sada uglavnom redukovana. Svet izduženih aktova ekspresivnih pokreta, predstave nedopadljivog životinjskog sveta, kao da nagoveštavaju zle slutnje i neizvesnost. Svu dramatičnost poslednjih dana života umetnica oslikava kroz predstave demona, letećih figura, taoca među kojima se često raspoznaje njen autoportret. Pri tom su sredstva izražavanja veoma uprošćena i koloristički svedena na svega nekolikotonova.

Tražeći nove forme izražavanja uspela je da ostvari tihu melanholiju atmosfere i specifičan likovni izraz kojem je ostala dosledna i tako sebi obezbedila značajno mesto u istoriji srpskog modernog slikarstva.

Interesovanje za opus Majde Kurnik počinje tek mnogo godina nakon prerane smrti umetnice. Jedan od razloga je njen veoma kratki životni i slikarski vek jer je za nepune dve decenije, koliko je aktivno stvarala, ispričala svoju slikarsku priču. Drugi naravno, leži u činjenici da za to vreme nije stigla da zaokruži delo koje je ostavila iza sebe i koje je ostalo nedovoljno proučeno i razjašnjeno. Dobri poznavaoci likovne umetnosti, visoko su je cenili kao umetnika ali, kako je vreme prolazilo, Majda je postepeno padala u zaborav. Zato ostaje na današnjoj generaciji istoričara umetnosti i likovnih kritičara da je postave na mesto u srpskoj istoriji umetnosti, koje joj po raskošnom talentu i delima koja je ostavila, svakako i pripada.

## Slikarski opus
Pod uticajem profesora koji su joj pružili odlično likovno i klasično usmerenje, blaga priroda M. Kurnik, uz preživljene ratne strahote, ogleda se u jednoj osobenoj i introspektivnoj varijanti intimizma, sa primesama ekspresije koja se oseća u ranijim delima. Slikarka u tom periodu stvara uravnotežene kompozicije mrtve prirode, pejzaže, portrete kao i skulptoralne i arhitektonske detalje Studenice, Mileševe, Podmajne i drugih manastira u kojima je boravila i kojima je bila duboko nadahnuta.

Njene najuspelije slike su upravo one koje su nastale u direktnom kontaktu sa prirodom. Mrtve prirode, skladno komponovane, harmoničnog, toplog kolorita tamnih gama, podsećaju na radove holandskih majstora. Neki od radova prve faze: „Studenica” iz 1953, „Morski predeo” iz oko 1954. i „Predeo iz Slovenije” iz 1953. Posebno se izdvaja „Svadba u Peći” iz 1953. gde se oseća uticaj pompejanskog slikarstva po raskošnim crvenim akcentima u okviru harmoničnih oker i plavih površina i tonova koji učestvuju u gradnji jedne veoma poetične, lirske atmosfere. 

U delima Majde Kurnik, u svim fazama njenog stvaralačkog opusa, oseća se neki tragični prizvuk života. Forme je tretirala vrlo realistički, oblik je pojednostavljen a njena dotad zagasita paleta, povremeno je osvežena svetlijim tonovima. Posedovala je veoma jak osećaj za materijalizaciju likovne ideje koju je nosila u sebi i koja će je pratiti tokom celog umetničkog stvaralaštva. Od običnih stvari na tamnoj pozadini gradila je uzbudljivu plastičnu celinu što se može primetiti na slikama poput „Velika slikarska mrtva priroda“, „Rakovi“, “Polica“ i druge.

Od 1960-te pa do svoje smrti, Kurnikova je izmenila odnos prema slici pa tako počinje da stvara dela slobodnog, širokog i uskovitlanog poteza kao i zasićene fakture čime obogaćuje likovnu strukturu dela. Nesreću i tragiku života koji je u njoj tinjao još iz rane mladosti, zadržavala je u sebi. Na nekim od ovih kompozicija, ona svoje traume i košmare koji su je proganjali, prenosi na platno, dok je na drugim sećanje na rat potisnuto ali je prizvuk oporosti i melanholije u njima i dalje prisutan. 

Bogat kolorit u kojem primat imaju plavi tonaliteti iz prethodne faze, ustupa mesto dominantnoj tamnoj gami koja odlikuje kompozicije nastale tokom druge polovine šezdesetih godina, kada je bila fascinirana delima iz Pikasove plave faze, ružičastim periodom Oskara Kokoške a naročito delima El Greka.

Na dela El Greka, Velaskeza i Zurbarana, usmeravana je još iz studentskih dana zahvaljujući učitelju, Milu Milunoviću, koji je svoje studente upućivao da rade po njima. Njihov uticaj se nesumnjivo oseća u njenim radovima po koloritu, ekspresivnim izduženim figurama, naglašenim kontrastima svetlih i tamnih površina i ekstatičnom komponovanju figura po dijagonali.

Najupečatljivije slike iz ove faze su „Autoportret sa kapom od papira” iz 1962, „Poljsko cveće” iz 1964. i „Žene sa ogledalima” iz 1965. Za poslednju pomenutu sliku sačuvana je i skica, urađena temperom, po kojoj je slika preneta na platno. Predstavljene su dve žene u intimnom trenutku ulepšavanja a sećanja na egipatsku civilizaciju, Pompeji, renesansu Paleologa, Majda transponuje u likovno autentičnu priču.

Poslednje godine svoga života Majda Kurnik je provela boreći se sa bolešću koja se odrazila i na njeno stvaralaštvo, tako da nastaju gotovo lebdeće figure koje gube vezu sa realnošću i imaju prizvuk snoviđenja, tu su zatim razne predstava đavola, nadrealnih životinja, deformisane ženske figure... Ovo su slike ekspresivnog naboja koji prima vid egzistencijalnog krika, uskovitlanog, kratkog poteza što se direktno uočava na slici „Leteća figura III” iz 1965.

## Izložbe
Prvo javno istupanje na likovnoj sceni Majda Kurnik je imala 1951. godine zajedno sa grupom “Samostalni”, čiji je član bila a koja je imala za cilj oslobađanje od kanonizovanih normi slikanja i izlaganja. To je bilo vreme u kome su se sukobila dva načina razmišljanja: jedno, koje je insistiralo na socrealističkom načinu slikanja i drugo, naklonjeno slobodnijem viđenju umetnosti čiji je pobornik i sama bila. Posle tri održane izložbe, grupa se raspala a Majda je nastavila da deluje najpre samostalno a potom je predstavljala istaknutog člana beogradskog kruga likovnih stvaralaca.

Samostalne izložbe:
- 1947: Kajuhov dom - Šoštanj
- 1953: Galerija Grafički kolektiv - Beograd
- 1968: Umjetnički paviljon mali Kalamegdan - Beograd
- 1969: Gradska galerija - Ljubljana
- 1978: Galerija Kulturnog centra Beograda
- 1980: Galerija likovne umetnosti Rajko Mamuziić - Novi Sad
- 1983: Galerija Lazar Vozarević - Sremska Mitrovica
- 1984: Foaje SNP, ratni crteži- Novi Sad
- 1984: Galerija Kulturnog centra - Beograda
- 2000: Galerija Kulturnog centra Ivan Napotnik – Velenje
- 2004: Galerija "Beograd" na Kosančićevom vencu - Beograd